# 3. leden
3. leden je třetí den roku podle gregoriánského kalendáře. Do konce roku zbývá 362 dní (363 v přestupném roce). V Česku má svátek Radmila a Radomil.

## Události

### Česko
- 1884 – První česká premiéra Bizetovy opery Carmen v Praze v překladu Elišky Krásnohorské.
- 1916 – Na schůzi Ochranného svazu pivovarů v království Českém bylo rozhodnuto o zastavení výroby v polovině českých pivovarů pro naprostý nedostatek sladu.
- 1926 – Zahájení pravidelného vysílání Zemědělského rozhlasu, první uvedení odborného rozhlasového vysílání v Evropě.
- 1934 – Výbuch na dole Nelson III v severočeském Oseku u Duchcova, jemuž padlo za oběť 142 horníků.
- 2001 – Demonstrace podporující stávku v ČT po celé republice. Až 100 tisíc lidí se sešlo na Václavském náměstí v Praze, aby podpořili vzbouřené redaktory České televize.

### Svět
- 1496 – Leonardo da Vinci v Milaně neúspěšně testoval svůj "létající stroj".
- 1521 – Papež Lev X. vydal bulu, jíž exkomunikoval Martina Luthera z Římskokatolické církve poté, co odmítl odvolat 41 ze svých 95 tezí.
- 1777 – Revoluční armáda George Washingtona porazila Brity, vedené generálem Charlesem Cornwallisem, v bitvě u Princetonu.
- 1795 – Rakousko a Rusko uzavřely smlouvu o třetím dělení Polska.
- 1825 – Skotský továrník Robert Owen koupil v Indiáně v USA 30 000 akrů půdy, kde chtěl založit nový utopistický ideální stát, který nazval Nová Harmonie (New Harmony). Jeho pokus o vytvoření ideální kolonie, založené na bezpeněžním (poukázkovém) hospodářství, ztroskotal za čtyři roky.
- 1833 – Velká Británie převzala Falklandské ostrovy pod svou kontrolu.
- 1847 – Kalifornské město Yerba Buena bylo přejmenováno na San Francisco.
- 1868 – V Japonsku byly vyhlášeny reformy Meidži. Byl zrušen šógunát Tokugawa a obnovena vláda císaře.
- 1942 – Generál Archibald Wavell se stal velitelem spojeneckých vojsk v jihovýchodní Asii.
- 1959 – Aljaška se stala 49. státem USA.
- 1961 – Došlo k přerušení diplomatických vztahů mezi Kubou a USA. Diplomatická roztržka vyústila nakonec v Karibskou krizi.
- 1961 – Explodoval americký experimentální reaktor SL-1.
- 1976 – V platnost vstoupil Mezinárodní pakt o hospodářských, sociálních a kulturních právech
- 1990 – Invaze Spojených států amerických do Panamy: Manuel Noriega se vzdal americkým jednotkám
- 1993 – George Bush a Boris Jelcin v Moskvě podepsali Dohodu o snížení počtu strategických zbraní START II.
- 1999 – K Marsu odstartovala kosmická sonda Mars Polar Lander.
- 2004 – Při havárii Boeingu na trase z egyptského Šarm aš-Šajchu do Paříže zahynulo 148 lidí.
- 2015 – Teroristé z Boko Haram obsadili základnu mezinárodních sil v nigerijském městě Baga a zahájili vraždění známé jako masakr v Baze.
- 2016 – Saúdská Arábie a Írán spolu přerušily diplomatické styky.
- 2019 – Čínská sonda Čchang-e 4 provedla první kontrolované přistání na odvrácené straně Měsíce.

## Narození

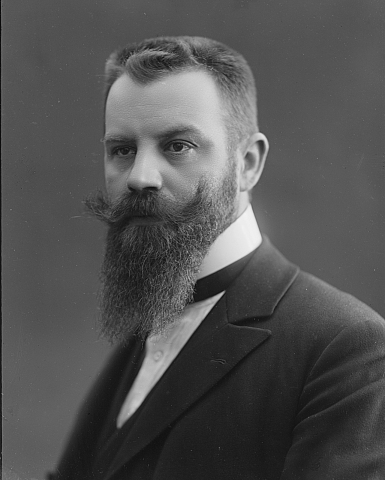
Richard Lauda (* 1873)

Automatický abecedně řazený seznam viz Kategorie:Narození 3. ledna

### Česko
- 1545 – Adam Huber z Riesenpachu, osobní lékař císaře Rudolfa II. († 23. června 1613)
- 1761 – Karel Huss, kat a sběratel († 19. prosince 1838)
- 1793 – Antonín Veith, majitel panství Liběchov a mecenáš školství, věd a umění († 18. prosince 1853)
- 1815 – Tomáš Vorbes, pedagog († 10. května 1888)
- 1834 – Josef Zintl, poslanec Českého zemského sněmu († 24. června 1908)
- 1846 – Josef Tulka, malíř († 1882)
- 1860 – Arnošt Emanuel Silva-Tarouca, šlechtic, právník, dendrolog a politik († 15. srpna 1936)
- 1862 – Josef Pazourek, rektor Českého vysokého učení technického († 26. listopadu 1933)
- 1866 – František Udržal, československý ministerský předseda († 25. dubna 1938)
- 1872 – Ladislav Jan Živný, bibliograf († 17. března 1949)
- 1873 – Richard Lauda, malíř († 24. července 1929)
- 1884 – Rudolf Koppitz, rakouský fotograf českého původu († 8. července 1936)
- 1885 – Hanuš Ringhoffer, průmyslník z rodiny Ringhofferů († prosinec 1946)
- 1895 – Pavel Potužák, geodet, vysokoškolský pedagog a politik († 1. května 1985)
- 1900 – Josef III. ze Schwarzenbergu, šlechtic († 25. října 1979)
- 1903 – Jaroslav Kábrt, vysokoškolský pedagog, veterinární lékař († 6. února 2007)
- 1905 – Josef Vosolsobě, atlet, krasobruslař a sportovní zpravodaj ČTK († 4. dubna 1986)
- 1909 – Jiří Lehovec, režisér († 11. listopadu 1995)
- 1911
  - Valter Feldstein, překladatel († 6. března 1970)
  - František Kahuda, ministr školství († 12. února 1987)
- 1914 – Vladislav Vaculka, malíř a sochař († 27. září 1977)
- 1917 – Josef Cukr, duchovní, člen protinacistického odboje († 26. června 2014)
- 1919 – Miloš Konvalinka, dirigent, skladatel a rozhlasový pracovník († 27. listopadu 2000)
- 1923 – Emanuel Frynta, překladatel z ruštiny a básník († 11. října 1975)
- 1933 – Karel Paulus, volejbalový hráč a trenér († 31. října 2003)
- 1934 – Jan Schmidt, filmový režisér, scenárista a příležitostný filmový herec († 27. září 2019)
- 1949
  - Michael Žantovský, překladatel z angličtiny, spisovatel, textař, politik a diplomat
  - Jiří Šindelář zvaný Dědek, baskytarista, člen skupiny Katapult († 5. ledna 2009)
- 1952 – Pavel Medek, ekonom a překladatel († 2. února 2015)
- 1953 – Jiří Šedivý, náčelník Generálního štábu Armády ČR
- 1954 – Miroslav Janek, dokumentární režisér, kameraman a střihač
- 1955 – Jindřich Vacek, spisovatel
- 1956 – Jiří Maštálka, lékař a politik
- 1969 – Pavel Petr, básník
- 1971 – Alice Nellis, zpěvačka a režisérka
- 1975 – Pavel Batěk, herec
- 1979 – Vladislav Rapprich, vulkanolog a geolog
- 1980 – Dalibor Krystyn, hudebník, kytarista, člen ostravské kapely Banana
- 1988
  - Tomáš Zohorna, hokejista
  - David Květoň, hokejista
- 1991 – Eva Puskarčíková, biatlonistka
- 1997 – Markéta Davidová, biatlonistka

### Svět
- 106 př. n. l. – Marcus Tullius Cicero, římský řečník, politik a spisovatel († 7. prosince 43 př. n. l.)
- 1196 – Cučimikado, 83. japonský císař († 6. listopadu 1231)
- 1290 – Konstancie Portugalská, kastilská královna († 18. listopadu 1313)
- 1639 – Éléonore Desmier d'Olbreuse, francouzská šlechtična († 5. února 1722)
- 1680 – Johann Baptist Zimmermann, německý malíř († 2. března 1758)
- 1694 – Pavel od Kříže, italský mystik († 18. října 1775)
- 1699 – Osman III., sultán Osmanské říše († 30. října 1757)
- 1737 – Heinrich Wilhelm von Gerstenberg, německý spisovatel, básník a kritik († 1. listopadu 1823)
- 1756 – Jérôme Pétion de Villeneuve, francouzský revolucionář († 18. června 1794)
- 1763 – Joseph Fesch, francouzský arcibiskup a kardinál († 13. května 1839)
- 1777 – Élisa Bonaparte, sestra Napoleona Bonaparte († 7. srpna 1820)
- 1788 – Maurice Firzhardinge Berkeley, britský admirál († 17. října 1867)
- 1789 – Carl Gustav Carus, německý malíř, lékař, psycholog, fyziolog a botanik († 28. července 1869)
- 1793 – Bartolomeo Bosco, italský iluzionista († 7. března 1863)
- 1794 – Augustus d'Este, vnuk britského krále Jiřího III. († 28. prosince 1848)
- 1810 – Antoine Thomson d'Abbadie, francouzský geograf a cestovatel († 19. března 1897)
- 1821 – Karl Deschmann, slovinský muzejník a politik († 11. března 1889)
- 1827 – Johannes Janda, německý sochař († 14. listopadu 1875)
- 1829 – Konrad Duden, německý filolog († 1. srpna 1911)
- 1832 – Knud Knudsen, norský fotograf († 21. května 1915)
- 1840 – Svatý Damien de Veuster, Otec malomocných, vlámský misionář († 15. dubna 1889)
- 1843 – Elzéar Abeille de Perrin, francouzský entomolog († 9. října 1910)
- 1849 – Ernest Denis, francouzský historik a slavista († 4. ledna 1921)
- 1861
  - Ernest Renshaw, anglický tenista († 2. září 1899)
  - William Renshaw, anglický tenista († 12. srpna 1904)
- 1870 – Herman Lieberman, exilový polský ministr spravedlnosti († 21. října 1941)
- 1872 – Joseph Sieber Benner, americký duchovní spisovatel († 24. září 1938)
- 1873 – Ivan Babuškin, ruský revolucionář († 18. ledna 1906)
- 1875 – Katharine Cook Briggsová, spolutvůrkyně soupisu osobnostních typů (MBTI) († ? 1968)
- 1876 – Wilhelm Pieck, prezident Německé demokratické republiky († 7. září 1960)
- 1879 – Grace Coolidgeová, manželka 30. prezidenta USA Calvina Coolidge († 8. července 1957)
- 1883 – Clement Attlee, britský politik a předseda vlády († 8. října 1967)
- 1887 – August Macke, německý malíř († 26. září 1914)
- 1889 – Desider Quastler, slovenský architekt a stavitel († 1944)
- 1892 – John Ronald Reuel Tolkien, anglický spisovatel, lingvista a tvůrce fiktivního světa Středozemě († 2. září 1973)
- 1895 – Borys Ljatošynskyj, ukrajinský hudební skladatel († 15. dubna 1968)
- 1897 – Pola Negri, americká herečka († 1. srpna 1987)
- 1898 – Luis Carlos Prestes, generální tajemník Brazilské komunistické strany († 7. března 1990)
- 1901
  - Ngô Ðình Diệm, první prezident Jižního Vietnamu († 2. listopadu 1963)
  - Eric Voegelin, německo-americký konzervativní politický filosof († 19. ledna 1985)
- 1903 – Alexandr Alfredovič Bek, ruský sovětský spisovatel a novinář († 2. listopadu 1972)
- 1906 – Alexej Stachanov, sovětský horník († 5. listopadu 1977)
- 1907 – Ray Milland, velšský herec († 10. března 1986)
- 1910 – John Sturges, americký filmový režisér († 18. srpna 1992)
- 1914 – Adelheid Habsbursko-Lotrinská, rakouská arcivévodkyně, dcera císaře Karla I. († 3. října 1971)
- 1916 – Ľudovít Greššo, slovenský herec († 8. února 1982)
- 1924 – Mordechaj Limon, izraelský voják, čtvrtý velitel Izraelského vojenského námořnictva († 16. května 2009)
- 1925 – Grigorij Mkrtyčan, sovětský hokejový brankář († 14. února 2003)
- 1926 – George Martin, hudební producent († 8. března 2016)
- 1929 – Sergio Leone, italský filmový režisér († 30. dubna 1989)
- 1933 – Jozef Jablonický, slovenský historik († 7. prosince 2012)
- 1934 – Jehuda Chaša'i, izraelský politik
- 1935
  - Giovanni Lajolo, italský kardinál
  - Richard M. Karp, americký počítačový vědec a teoretik
- 1939
  - Arik Einstein, izraelský zpěvák, hudební skladatel a herec († 26. listopadu 2013)
  - Bobby Hull, kanadský hokejista († 30. ledna 2023)
- 1942
  - Dušan Kováč, slovenský historik a spisovatel
  - László Sólyom, třetí prezident Maďarské republiky († 8. října 2023)
- 1943
  - Van Dyke Parks, americký hudebník
  - Brian Hopper, britský saxofonista
  - Jan Maget, slovenský malíř, ilustrátor a grafik
- 1945 – Stephen Stills, americký kytarista, zpěvák a písničkář
- 1946
  - John Paul Jones, britský hudebník (Led Zeppelin)
  - Terry Deary, anglický spisovatel a historik
- 1948 – Manfred Kokot, německý atlet
- 1950 – Vesna Vulovičová, jugoslávská letuška, která přežila havárii letu JAT 367
- 1951 – Rainer Maria Schröder, německý autor historických příběhů
- 1952 – Andrzej Babaryko, polský básník a novinář († 6. září 2006)
- 1953 – Angelo Parisi, judista italského původu, olympijský vítěz
- 1954
  - Ross the Boss, americký kytarista
  - György Surányi, guvernér Maďarské národní banky
  - Nermedin Selimov, bulharský zápasník
- 1956 – Mel Gibson, americký herec
- 1958 – Jānis Ķipurs, lotyšský bobista, olympijský vítěz
- 1959
  - Alessandro Andrei, italský atlet, olympijský vítěz ve vrhu koulí
  - Fjodor Jurčichin, ruský kosmonaut
  - Marie Orleánská, francouzská a lichtenštejnská princezna
- 1962
  - Greg Gilmore, francouzský muzikant
  - Gavin Hastings, skotský ragbista
- 1969
  - Michael Schumacher, německý pilot Formule 1
  - Dachhiri Sherpa, nepálský sportovec
- 1973 – Chris Woodruff, americký tenista
- 1974 – Alessandro Petacchi, italský cyklista
- 1975
  - Thomas Bangalter, francouzský muzikant, člen Daft Punk
  - Danica McKellarová, americká herečka
  - Lisa Misipeka, atletka Americké Samoy
- 1977
  - Lee Bowyer, anglický fotbalista
  - Patrik Vrbovský, (Rytmus), slovenský raper
- 1978 – Liya Kebedeová, topmodelka etiopského původu
- 1980 – Bryan Clay, atlet USA
- 1985 – Fumiaki Tanaka, japonský ragbista
- 1987 – Fabian Weinhandl, rakouský lední hokejový brankář
- 1994 – Isaquias Queiroz, brazilský rychlostní kanoista
- 2003 – Greta Thunbergová, švédská aktivistka proti klimatickým změnám

## Úmrtí
Automatický abecedně řazený seznam viz Kategorie:Úmrtí 3. ledna

### Česko

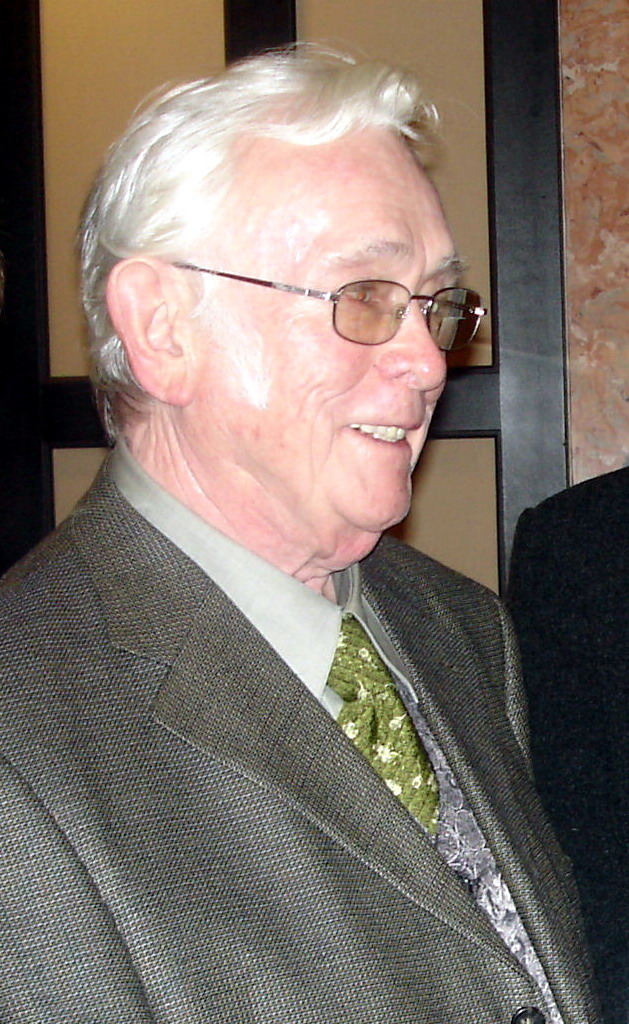
Josef Škvorecký († 2012)

- 1247 – Vladislav Český, nejstarší syn českého krále Václava I., moravský markrabě a rakouský vévoda (* 1227)
- 1738 – František Michael Šubíř z Chobyně, moravský šlechtic a úředník (* 14. prosince 1682)
- 1792 – Jan Michael Scherhauf, barokní sochař (* 24. srpna 1724)
- 1830 – František Liebich, severočeský malíř (* 1778)
- 1902 – Charlotte Weyrother-Mohr Piepenhagen, malířka a mecenáška (* 19. října 1821)
- 1907 – Josef Förster mladší, skladatel a hudební pedagog (* 22. února 1833)
- 1923 – Jaroslav Hašek, spisovatel (* 30. dubna 1883)
- 1924 – Jiří Wolker, básník (* 29. března 1900)
- 1928
  - Franz Budig, československý politik německé národnosti (* 25. března 1870)
  - Quido Kocian, sochař (* 7. března 1874)
- 1934
  - Josef Novák, vojenský a zkušební pilot (* 8. července 1893)
  - Bedřich Procházka, matematik (* 4. července 1855)
- 1937 – Richard Weiner, básník, prozaik a publicista (* 6. listopadu 1884)
- 1940 – Vincenc Procházka, politik (* 2. ledna 1854)
- 1951 – František Bořek-Dohalský, šlechtic, člen protinacistického odboje a diplomat (* 5. října 1887)
- 1957 – Emil Šulc, architekt (* 1. května 1891)
- 1963 – Jaroslav Mácha, lékař ftizeolog, dirigent a hudební skladatel (* 14. listopadu 1873)
- 1967 – Jaroslav Fragner, architekt a malíř (* 25. prosince 1898)
- 1970 – Antonín Frel, učitel, historik a spisovatel (* 11. června 1894)
- 1971
  - Josef Černý, ministr zemědělství České soc. rep. (* 23. prosince 1922)
  - Oldřich Starý, architekt, rektor ČVUT (* 15. března 1884)
- 1973 – Josef Panáček, amatérský historik (* 5. prosince 1900)
- 1983 – Jaroslav Horejc, sochař (* 15. června 1886)
- 1992
  - Eva Svobodová, herečka (* 1. května 1907)
  - Ludmila Mojžíšová, rehabilitační cvičitelka (* 25. října 1932)
- 1996 – Augustin Machalka, opat kláštera v Nové Říši (* 14. září 1906)
- 2001 – Jiří Brázda, notář (* 29. května 1921)
- 2007 – Jan Hukna, herec působící převážně v Anglii (* 19. května 1920)
- 2010 – Jiří Koutný, operní herec (* 16. února 1930)
- 2012 – Josef Škvorecký, spisovatel, esejista, překladatel a exilový nakladatel (* 27. září 1924)
- 2013 – Ivan Mackerle, záhadolog, kryptozoolog, cestovatel a spisovatel (* 12. března 1942)
- 2022 – Zdeněk Štajnc, grafik a výtvarník (* 3. prosince 1948)
- 2023 – Michael Drozd, plavec (* 19. dubna 1968)

### Svět

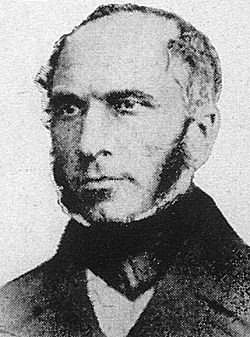
Henry Darcy († 1858)

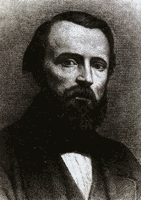
Pierre Larousse († 1875)

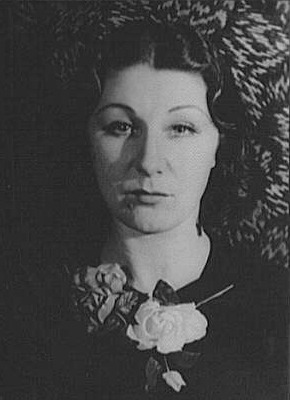
Judith Andersonová († 1992)

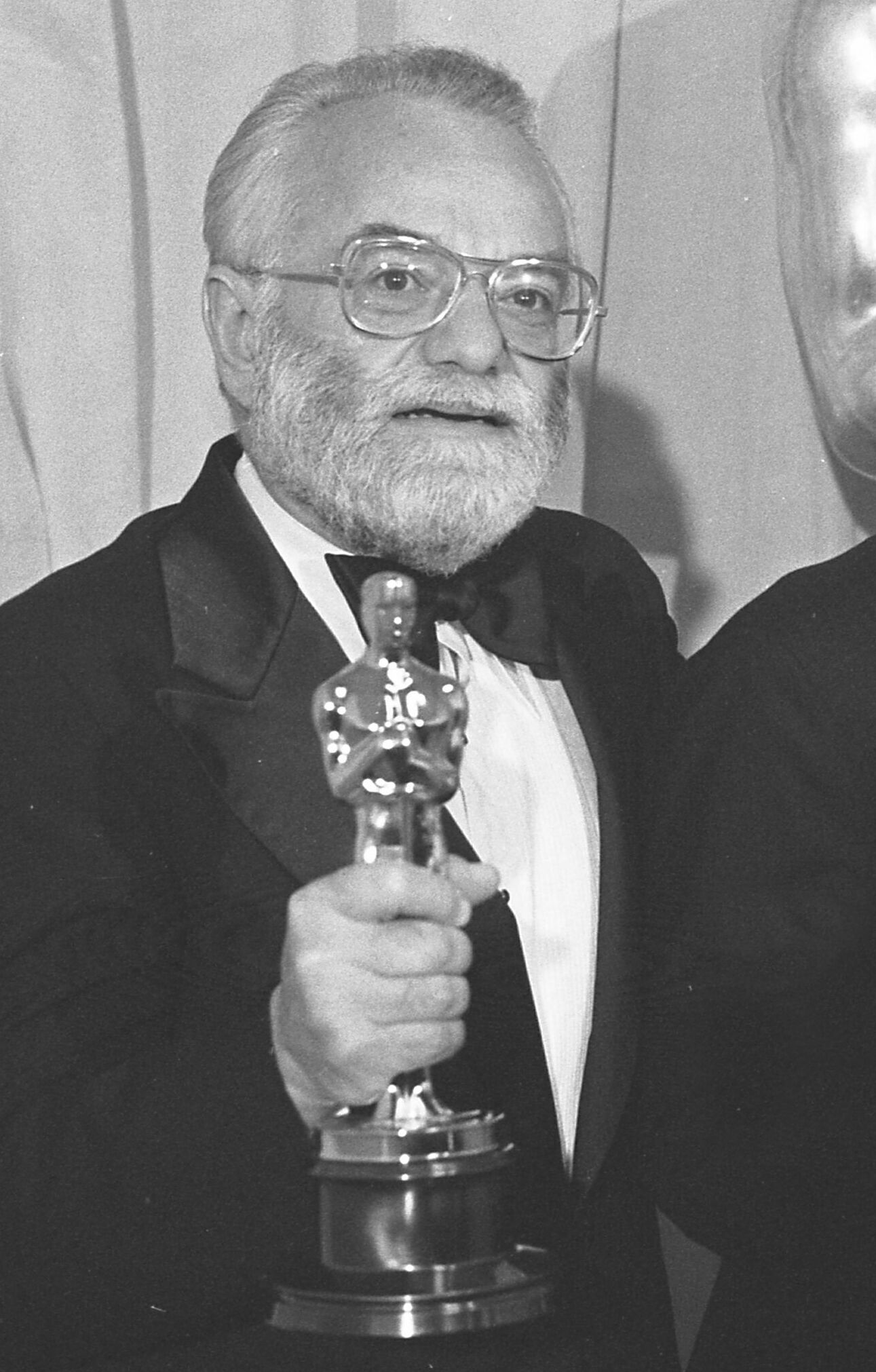
Saul Zaentz († 2014)

- 0236 – Svatý Anterus, 19. papež katolické církve (* asi 200)
- 1322 – Filip V. Francouzský, francouzský král (* 1291)
- 1497 – Beatrice d'Este, vévodkyně z Milána (* 29. června 1475)
- 1543 – Juan Rodriguez Cabrillo, portugalský mořeplavec (* 1499)
- 1670 – George Monck, anglický generál (* 6. prosince 1608)
- 1705 – Luca Giordano, italský malíř (* 18. října 1632)
- 1767 – Luca Antonio Predieri, italský hudební skladatel a houslista (* 13. září 1688)
- 1785 – Baldassare Galuppi, italský skladatel (* 18. října 1706)
- 1795 – Josiah Wedgwood, anglický hrnčíř (* 12. července 1730)
- 1823 – Johann Baptist Allgaier, rakouský šachista (* 19. června 1763)
- 1826 – Louis Gabriel Suchet, francouzský napoleonský maršál (* 2. března 1770)
- 1857 – Marie Dominique Auguste Sibour, francouzský arcibiskup (* 4. srpna 1792)
- 1858 – Henry Darcy, francouzský technik a vynálezce(* 10. června 1803)
- 1865 – Marie Ferdinanda Saská, velkovévodkyně toskánská (* 27. dubna 1796)
- 1871
  - Konstantin Dmitrijevič Ušinskij, ruský pedagog (* 2. března 1824)
  - Kuriakose Elias Chavara, indický katolický kněz (* 10. února 1805)
- 1875 – Pierre Athanase Larousse, francouzský encyklopedista (* 23. října 1817)
- 1900 – Dmitrij Vasiljevič Grigorovič, ruský spisovatel (* 31. března 1822)
- 1903 – Alois Hitler, rakouský celník, otec Adolfa Hitlera (* 7. června 1837)
- 1922 – Wilhelm Voigt, německý švec, který se proslavil jako Hejtman z Kopníku (* 13. února 1849)
- 1927 – Carl Runge, německý matematik a fyzik (* 30. srpna 1856)
- 1930 – Wilhelm von Plüschow, německý fotograf (* 18. srpna 1852)
- 1931 – Joseph Joffre, francouzský generál (* 12. ledna 1852)
- 1933 – Wilhelm Cuno, německý politik (* 2. července 1876)
- 1934 – Émile van Arenbergh, belgický básník (* 15. května 1854)
- 1939 – František Jehlička, slovenský kněz a politik (* 20. ledna 1879)
- 1946 – William Joyce, britský kolaborant s nacisty (* 24. dubna 1906)
- 1954 – Christian Lautenschlager, německý automobilový závodník (* 13. dubna 1877)
- 1955 – Fraňo Kráľ, slovenský spisovatel (* 1903)
- 1956 – Joseph Wirth, německý politik (* 6. září 1879)
- 1958 – Dunc Munro, kanadský hokejista (* 19. ledna 1901)
- 1961 – Hasso von Wedel, nacistický generál (* 20. listopadu 1898)
- 1962 – Babe Dye, kanadský hokejista (* 13. května 1898)
- 1967 – Jacob Rubinstein, vrah údajného atentátníka Lee Harvey Oswalda na J. F. Kennedyho (* 1911)
- 1976 – John Ainsworth-Davis, velšský lékař a olympijský vítěz v běhu 1920 (* 23. dubna 1895)
- 1977 – Avraham Ofer, izraelský politik (* 1922)
- 1978 – Jaka Avšič, jugoslávský důstojník (* 24. dubna 1896)
- 1980 – Joy Adamsonová, spisovatelka, malířka a ochránkyně zvířat (* 20. ledna 1910)
- 1988
  - Ján Dopjera, slovensko-americký vynálezce (* 6. července 1893)
  - Gaston Eyskens, premiér Belgie (* 1. dubna 1905)
- 1989
  - Sergej Sobolev, ruský matematik (* 6. října 1908)
  - Eddie Heywood, americký klavírista (* 4. prosince 1915)
- 1992 – Judith Andersonová, australská herečka (* 10. února 1897)
- 1994 – Vladimir Ivanovič Němcov, sovětský radiotechnik a spisovatel (* 10. září 1907)
- 2005 – Will Eisner, americký kreslíř (* 6. března 1917)
- 2014
  - Phil Everly, americký zpěvák, člen dua The Everly Brothers (* 19. ledna 1939)
  - Saul Zaentz, americký filmový producent (* 28. února 1921)
- 2015 – Jouko Törmänen, finský skokan na lyžích, olympijský vítěz (* 10. dubna 1954)
- 2019 – Jean Revillard, švýcarský fotožurnalista (* 22. září 1967)
- 2022 – Viktor Sanějev, sovětský trojskokan gruzínské národnosti (* 3. října 1945)
- 2023
  - Walter Cunningham, americký astronaut (* 16. března 1932)
  - Ruslan Chasbulatov, ruský politik (* 22. listopadu 1942)
- 2025
  - Gilbert Van Binst, belgický fotbalový obránce (* 5. července 1951)
  - Howard Buten, americký spisovatel, psycholog, houslista a klaun žijící ve Francii (* 28. července 1950)
  - Nikoloz Lekišvili, gruzínský politik (* 20. dubna 1947)

## Svátky

### Česko
- Radmila, Radomila
- Benjamín
- Danuta
- Jenovéfa
- Gaudencia

### Svět
- Slovensko – Daniela
- Skotsko: Handsel Monday (je-li pondělí)

### Liturgické svátky
- Sv. Jenovéfa

## Pranostiky

### Česko
- Třetí den ledna jasný – časné bouřky.
- Je-li po 3. lednu počasí krásné, přijdou na jaře bouře časné.

| 3. leden v pražském KlementinuÚdaje jsou platné k 11. 3. 2025. | 3. leden v pražském KlementinuÚdaje jsou platné k 11. 3. 2025. | 3. leden v pražském KlementinuÚdaje jsou platné k 11. 3. 2025. |
| minimum                                                        | denní průměr                                                   | maximum                                                        |
| -------------------------------------------------------------- | -------------------------------------------------------------- | -------------------------------------------------------------- |
| −21,9 °C (1888)                                                | 1,0 °C (od 1961)                                               | 12,8 °C (1988)                                                 |